# Bazelat
 Bazelat  es una comuna (municipio) de Francia, en la región de Lemosín, departamento de Creuse, en el distrito de Guéret y cantón de La Souterraine.
Su población en el censo de 1999 era de 285 habitantes.
Está integrada en la Communauté de communes du Pays Sostranien.

## Demografía
| 402 | 492 | 429 | 373 | 303 | 285 |
| Para los censos de 1962 a 1999 la población legal corresponde a la población sin duplicidades (Fuente: INSEE [Consultar]) |     |     |     |     |     |